# Maciej Sarnacki
Maciej Sarnacki (* 10. února 1987 Olsztyn, Polsko) je polský zápasník–judista.

## Sportovní kariéra
S judem začínal v 8 letech. Připravuje se v rodné Olštýni v klubu Gwardia pod vedením svého otce Wojciecha Sarnackiho. Judu se věnuje na poloprofesionální úrovni, pracuje jako policista. V polské seniorské reprezentaci dostal příležitost v těžké váze až po odchodu Janusze Wojnarowicze v roce 2013. V roce 2016 se kvalifikoval na olympijské hry v Riu a vypadl ve druhém kole s Izraelcem Orim Sasonem.

### Vítězství
- 2015 - 1x světový pohár (Varšava)

## Výsledky
| Turnaj             | 2011       | 2012       | 2013       | 2014       | 2015       | 2016       | 2017       |
| Turnaj             | 24         | 25         | 26         | 27         | 28         | 29         | 30         |
| Turnaj             | těžká váha | těžká váha | těžká váha | těžká váha | těžká váha | těžká váha | těžká váha |
| ------------------ | ---------- | ---------- | ---------- | ---------- | ---------- | ---------- | ---------- |
| Olympijské hry     |            | —          |            |            |            | úč.        |            |
| Mistrovství světa  | —          |            | úč.        | úč.        | úč.        |            | úč.        |
| Evropské hry       |            |            |            |            | úč.        |            |            |
| Mistrovství Evropy | úč.        | —          | úč.        | —          | úč.        | úč.        | 5.         |